# شکوه برف
شکوه برف (نام علمی - Chionodoxa) سرده‌ای از گیاهان گلدار است که در تیره مارچوبگان قرار دارد. تاکنون ۸ گونه از این سرده توصیف علمی شده است. این سرده نام خود را از روی رفتار گلدهی این گیاه در هنگام ذوب شدن برفها در فصل بهار به ویژه در مناطق مرتفع کوهستان آلپ گرفته است.